# Winter-Asienspiele 2025/Teilnehmer (Philippinen)
| Gelbes Symbol für Goldmedaillen mit stilisierten Olympischen Ringen | Graues Symbol für Silbermedaillen mit stilisierten Olympischen Ringen | Braundes Symbol für Bronzemedaillen mit stilisierten Olympischen Ringen |
| ------------------------------------------------------------------- | --------------------------------------------------------------------- | ----------------------------------------------------------------------- |
| 1                                                                   | —                                                                     | —                                                                       |

Die Philippinen nahmen an den Winter-Asienspiele 2025 in Harbin teil.

## Teilnehmer nach Sportarten

### Curling
| Wettbewerb              | Männer                                                                  | Frauen                                                                               | Mixed Doubles                                                                               |
| ----------------------- | ----------------------------------------------------------------------- | ------------------------------------------------------------------------------------ | ------------------------------------------------------------------------------------------- |
| Athleten                | Benjo Delarmente Alan Frei Christian Haller Enrico Pfister Marc Pfister | Anne Bonache Kathleen Dubberstein Leilani Dubberstein Sheila Mariano Jessica Pfister | Marc Pfister Kathleen Dubberstein                                                           |
| Gruppenphase            |                                                                         |                                                                                      | Volksrepublik China (6:9) Südkorea (12:6) Kasachstan (11:2) Kirgisistan (10:2) Katar (11:3) |
| Qualifikationsrunde     |                                                                         |                                                                                      | Chinesisch Taipeh (7:2)                                                                     |
| Halbfinale              |                                                                         |                                                                                      | Japan (3:10)                                                                                |
| Finale/Spiel um Platz 3 |                                                                         |                                                                                      | Volksrepublik China                                                                         |
| Rang                    |                                                                         |                                                                                      |                                                                                             |

### Eiskunstlauf
| Athleten                         | Wettbewerbe | Kurzprogramm/ Rhythmustanz | Kurzprogramm/ Rhythmustanz | Kür    | Kür  | Gesamt | Gesamt |
| Athleten                         | Wettbewerbe | Punkte                     | Rang                       | Punkte | Rang | Punkte | Rang   |
| -------------------------------- | ----------- | -------------------------- | -------------------------- | ------ | ---- | ------ | ------ |
| Frauen                           |             |                            |                            |        |      |        |        |
| Sofia Frank                      | Einzel      |                            |                            |        |      |        |        |
| Cathryn Limketkai                | Einzel      |                            |                            |        |      |        |        |
| Männer                           |             |                            |                            |        |      |        |        |
| Paolo Borromeo                   | Einzel      |                            |                            |        |      |        |        |
| Mixed                            |             |                            |                            |        |      |        |        |
| Isabella Gamez Aleksandr Korowin | Paarlauf    |                            |                            |        |      |        |        |

### Freestyle-Skiing
| Athleten    | Wettbewerbe | Qualifikation | Qualifikation | Finale | Finale | Rang |
| Athleten    | Wettbewerbe | Punkte        | Rang          | Punkte | Rang   | Rang |
| ----------- | ----------- | ------------- | ------------- | ------ | ------ | ---- |
| Frauen      |             |               |               |        |        |      |
| Laetaz Rabe | Slopestyle  |               |               |        |        |      |
| Laetaz Rabe | Big Air     |               |               |        |        |      |

### Shorttrack
| Athleten         | Wettbewerb | Vorläufe     | Vorläufe | Viertelfinale | Viertelfinale | Halbfinale | Halbfinale | Finale A/B | Finale A/B | Rang |
| Athleten         | Wettbewerb | Zeit         | Rang     | Zeit          | Rang          | Zeit       | Rang       | Zeit       | Rang       | Rang |
| ---------------- | ---------- | ------------ | -------- | ------------- | ------------- | ---------- | ---------- | ---------- | ---------- | ---- |
| Männer           |            |              |          |               |               |            |            |            |            |      |
| Peter Groseclose | 500 m      | 42,562 s     | 2        |               |               |            |            |            |            |      |
| Peter Groseclose | 1000 m     | 1:29,636 min | 2        |               |               |            |            |            |            |      |

### Ski Alpin
| Athleten          | Wettbewerbe | 1. Lauf | 1. Lauf | 2. Lauf | 2. Lauf | Gesamt      | Gesamt |
| Athleten          | Wettbewerbe | Zeit    | Rang    | Zeit    | Rang    | Zeit        | Rang   |
| ----------------- | ----------- | ------- | ------- | ------- | ------- | ----------- | ------ |
| Frauen            |             |         |         |         |         |             |        |
| Talullah Proulx   | Slalom      | 58,24 s | 20      | 55,18 s | 14      | 1:53,42 min | 16     |
| Männer            |             |         |         |         |         |             |        |
| Francis Ceccareli | Slalom      | DSQ     | DSQ     | DSQ     | DSQ     | DSQ         | DSQ    |

### Snowboard
| Athleten      | Wettbewerbe | Qualifikation | Qualifikation | Finale | Finale | Rang |
| Athleten      | Wettbewerbe | Punkte        | Rang          | Punkte | Rang   | Rang |
| ------------- | ----------- | ------------- | ------------- | ------ | ------ | ---- |
| Männer        |             |               |               |        |        |      |
| Adrian Tongco |             |               |               |        |        |      |
|               |             |               |               |        |        |      |
|               |             |               |               |        |        |      |